# جان هاروی
جان هاروی (انگلیسی: John Harvey; ۲۳ آوریل ۱۷۷۸ – ۲۲ مارس ۱۸۵۲) افسر اهل پادشاهی متحد بریتانیای کبیر و ایرلند بود.